# 张凤岐 (1911年)
张凤岐（1911年—2010年1月22日），男，陕西富平人，中华人民共和国政治人物，曾任新疆维吾尔自治区人大常委会副主任，中共新疆维吾尔自治区纪委书记。